# Glinde (Elbe)
Glinde (Elbe) este o comună din landul Saxonia-Anhalt, Germania.